# Euroleon coreanus
Euroleon coreanus är en insektsart som beskrevs av Okamoto 1926. 
Euroleon coreanus ingår i släktet Euroleon och familjen myrlejonsländor. Inga underarter finns listade i Catalogue of Life.